# Cercle Saint-Simon
Le cercle Saint-Simon était une association créée en 1883 qui avait pour but de « maintenir et étendre l'influence de la France par la propagation de sa langue ». Ce cercle se réunissait au 215 boulevard Saint-Germain.
Les personnes qui ont été à l'origine de ce cercle sont Paul Cambon, premier président, Paul Bert, Pierre Foncin et Louis Liard.
Le Cercle Saint-Simon compta notamment parmi ses membres Ferdinand de Lesseps, Emile Boutmy, Ernest Renan, José Maria de Heredia, Fustel de Coulanges, Paul Vidal de la Blache, Anatole France, Edmond de Rothschild, Guillaume Guizot et recevait également des conférenciers comme Hippolyte Taine, Pierre Savorgnan de Brazza, Gaston Maspero. Ernest Renan y fit sa célèbre conférence « Le Judaïsme comme race et comme religion » le 27 janvier 1883[réf. souhaitée].
Ce cercle a eu des relations avec l'Alliance française, car ses membres fondateurs, outre Paul Cambon, Jules Verne ou Louis Pasteur, comptèrent Ferdinand de Lesseps ou Ernest Renan ainsi que le même trésorier, Alfred Mayrargues. De plus, l'Alliance fut créée également 215 Boulevard Saint-Germain à Paris.